# Marie J. Mergler

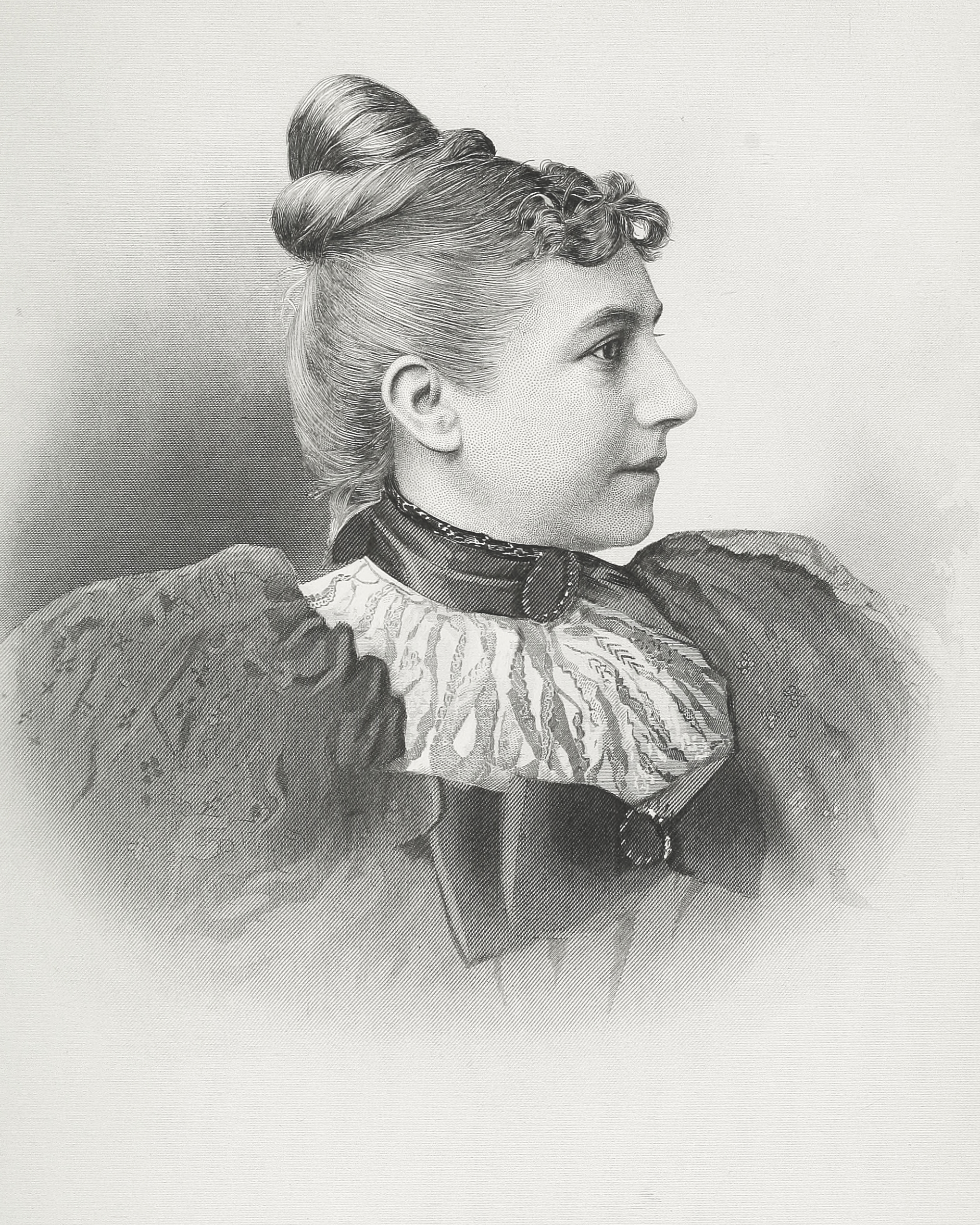
Marie J. Mergler

Marie Josepha Mergler (* 18. Mai 1851 in Mainstockheim, Deutschland; † 17. Mai 1901 in Kalifornien, Vereinigte Staaten) war eine amerikanische Ärztin, die vor allem in der Gynäkologie und gynäkologischen Chirurgie tätig war. 1899 wurde sie zur Dekanin der Woman’s Medical School in Chicago ernannt.

## Leben und Werk
Mergler war das jüngste von drei Kindern von Francis R. Mergler, eines Absolventen der Julius-Maximilians-Universität Würzburg, und Henriette von Rittershausen. Als sie ungefähr ein Jahr alt war, zogen ihre Eltern in die USA und wohnten in Wheeling (Illinois), wo ihr Vater seinen Arztberuf ausübte. Einige Zeit später zogen sie nach Palatine (Illinois), wo er seine Praxis bis zu seinem Tod fortsetzte. Mergler wurde von ihrem Vater und Privatlehrern unterrichtet und absolvierte mit siebzehn Jahren die Cook County Normal School (jetzt Chicago State University) und ein Jahr später die State Normal School in Oswego, New York (jetzt State University of New York at Oswego), wo sie 1871 ihren Abschluss erhielt. Anschließend war sie vier Jahre lang stellvertretenden Schulleiterin der Englewood High School in Chicago.
1876 immatrikulierte sie sich am Woman’s Medical College in Chicago und absolvierte das College 1879 als Jahrgangsbeste. Sie wurde sofort zur Dozentin gewählt, erhielt jedoch eine einjährige Beurlaubung zum weiteren Studium. Sie war die erste Absolventin, die sich erfolgreich mit den Absolventen anderer medizinischer Hochschulen in Chicago um die Ernennung zum Praktikanten des Cook County Hospital in Dunning bewarb und bei der Auswahlprüfung den zweiten Platz belegte. Sie erhielt eine Stelle, die sie jedoch als Frau nicht besetzen durfte. Daraufhin ging sie nach Europa und studierte 1880 ein Jahr Pathologie und klinische Medizin an der Universität Zürich. 1881 kehrte sie nach Chicago zurück und baute eine Praxis für Allgemeinmedizin auf, wo sie sich dann auf Geburtshilfe und Gynäkologie spezialisierte.
1882 war sie eine der ersten beiden Frauen, die in das Personal des Cook County Hospital (heute John H. Stroger Jr. Hospital in Cook County) gewählt wurden. 1886 wurde sie zu einer der behandelnden Chirurginnen am Woman’s Hospital in Chicago und 1890 zur Gynäkologin am Wesley Hospital (heute Northwestern Memorial Hospital) ernannt. 1895 wurde sie zur Chefärztin und Chirurgin am Mary Thompson Hospital für Frauen und Kinder gewählt. Bei dieser Ernennung erhielt sie die einstimmige Unterstützung der Chicago Gynæcological Society und auch der Mehrheit der Angehörigen der medizinischen Berufe in der Stadt.  1899 wurde sie von den Treuhändern der Northwestern University zur Dekanin der Schule ernannt, eine Position, die sie bis zum Zeitpunkt ihres Todes innehatte.
Mergler erkrankte 1900 und reiste zur Erholung 1901 nach Kalifornien. Dort starb sie am 17. Mai 1901 im Alter von 50 Jahren an perniziöser Anämie.
Sie schrieb Beiträge für einige der State Medical Societies und führende medizinische Fachzeitschriften und war 1893 Autorin des Lehrbuches A Guide to the Study of Gynecology. Sie war Mitarbeiterin des The Woman’s Medical Journal und war Mitglied der Chicago Medical Society, der Mississippi Valley Medical Association und der American Medical Association.
Anlässlich des 150. Jahrestages der Gründung der Woman’s Medical School der Northwestern University (ehemals Woman’s Hospital Medical College in Chicago) wurde 2020 eine Ausstellung organisiert, die eine kurze Geschichte der Schule darstellt und sich auf das Leben von vier mit der Schule verbundenen Ärztinnen: Alice Hamilton, Marie J. Mergler, Emma Ann Reynolds und Sarah Hackett Stevenson konzentriert.

## Veröffentlichungen (Auswahl)
- A Guide To The Study of Gynecology. CHIZINE PUBN, 2015, ISBN 978-1-340-57024-8.